# Catarrins
Els catarrins (Catarrhini) són un parvordre dels primats, una de les tres majors divisions del subordre del haplorrins. Conté la família Cercopithecidae (Micos del Vell Món), els gibons o (Hylobatidae) i els Hominidae (homínids), que inclou els humans, ximpanzés, goril·les, bonobos i orangutans. Alguns compten els goril·les en la seva pròpia família anomenada Pongidae. Autors més antics descrivien els humans i els seus parents més propers extints com a la seva pròpia família i es posaven els grans simis en la família Pongidae. Els altres haplorrins són els prosimis Tarsius, que foren classificats com a estrepsirrins i els platirrins (Micos del Vell Món), que viuen a Sud-amèrica.
«Catarrhini» vol dir ‘nas petit’ i el terme descriu els seus narius menuts. A diferència dels platirrins, són generalment diürns i les seves cues (si en tenen) no són prènsils. Tenen les ungles planes.
La seva fórmula dental és {\displaystyle {\tfrac {2.1.2.3}{2.1.2.3}}}
Moltes espècies mostren un dimorfisme sexual considerable i no formen lligams de parella. La majoria, però no totes les espècies, viuen en grups socials. Són totes nadiues d'Àfrica i Àsia.

## Classificació i evolució
Els simis i micos del Vell Món se separaren dels del Nou Món fa uns 40 milions d'anys. La major divisió dels catarrins es produí fa uns 25 milions d'anys, amb els gibons separant-se dels homínids.
- Parvordre Catarrhini
  - Superfamília Cercopithecoidea
    - Família Cercopithecidae

  - Superfamília Hominoidea
    - Família Hylobatidae
    - Família Hominidae

  - Superfamília Propliopithecoidea †
    - Família Oligopithecidae †
    - Família Pliopithecidae †
    - Família Propliopithecidae †